# Prince Segbefia
Kossi Prince Segbefia (11 de março de 1991) é um futebolista profissional togolês que atua como atacante.

## Carreira
Prince Segbefia representou o elenco da Seleção Togolesa de Futebol no Campeonato Africano das Nações de 2017.